# قائمة حلقات مختبر دكستر
مختبر دكستر هو مسلسل تلفزيوني أمريكي تم إنشاؤه بواسطة جندي تارتاكوفسكي ظهرت لأول مرة في 26 فبراير 1995 ، كبرنامج تجريبي عالمي لمدة 7 دقائق للعرض الأول ، تم توسيعه إلى سلسلة كاملة بعد الحصول على موافقة الشبكة المنتجة في المجموع ، كان هناك 78 حلقة وفيلم تلفزيوني عبر 4 مواسم في الأصل فقط في بعض المؤتمرات الكوميدية التي حضرها تارتاكوفسكي في بداية عام 1998. تم إصدار الجزء الثاني من الموسم على الإنترنت بواسطة ادولت سويم في 22 يناير 2013وبدأت قناة mbc3 بعرض مسلسل دكستر مدبلجا للغة العربية  وبثته قناة كرتون نتورك بين الأعوام 1996م و 1999م ثم من 2001م حتى 2002م

## الحلقات

### الموسم الأول
التغييرات
الأخت الكبرى
الرجل العجوز دكستر"
البكم مثل دي دي "
ديديمينسيونال
ماغماناموس
مكافحة الأمهات"
راسلور
مساعد دكستر"
سيميون
"الرجل العجوز دكستر"
مشكلة مزدوجة"
باربيكور
التغييرات
الجوراسي بوتش"
Orgon Grindor"
ديمويت دكستر"
غرفة دي دي
هونتور
الأخت الكبرى
نجمة Spangled Sidekicks "
التلفزيون سوبر الزملاء"
أكثر من لعبة"
جليسة الأطفال البلوز
غرفة فالهالن"
حلم ماشين
دمية دراما"
تاريخ كرونك"
الجبن الكبير"
طريق دي دي"
ويقول العم سام
قبيلة تسمى فتاة"
حقيبة فضاء
راتمان
ديون دكستر"
النحلة أين؟
مانداركر
انوبلا دي دي
"لا يمكن قيلولة"
مونستوري